# Jorgenseniella eugeniae
Jorgenseniella eugeniae är en tvåvingeart som beskrevs av Maia 2005. Jorgenseniella eugeniae ingår i släktet Jorgenseniella och familjen gallmyggor. Inga underarter finns listade i Catalogue of Life.